# Scopula montivaga
Scopula montivaga là một loài bướm đêm trong họ Geometridae.